# New Year's Revolution 2006
New Year's Revolution 2006 was een pay-per-viewevenement in het professioneel worstelen dat geproduceerd werd door World Wrestling Entertainment (WWE). Dit evenement was de tweede editie van de New Year's Revolution en vond plaats in de Pepsi Arena in Albany (New York) op 8 januari 2006.
De belangrijkste gebeurtenis was een Elimination Chamber match voor het WWE Championship tussen de kampioen John Cena, Kurt Angle, Shawn Michaels, Kane, Carlito en Chris Masters. Cena won de match en verlengde zijn titel door Carlito uit te schakelen.

## Resultaten
| Nr.                                                                          | Match | Winnaar(s)                          |
| ---------------------------------------------------------------------------- | --- | ----------------------------------- |
| -                                                                            | Gene Snitsky vs. Chavo Guerrero in een een-op-een match                                                                                              | Chavo Guerrero                      |
| 1                                                                            | Ric Flair (c) vs. Edge (met Lita) in een een-op-een match voor het WWE Intercontinental Championship                                                 | Ric Flair (c); diskwalificatie Edge |
| 2                                                                            | Trish Stratus (c) vs. Mickie James in een een-op-een match voor het WWE Women's Championship                                                         | Trish Stratus (c)                   |
| 3                                                                            | Jerry Lawler vs. Gregory Helms in een een-op-een match                                                                                               | Jerry Lawler                        |
| 4                                                                            | Triple H vs. The Big Show in een een-op-een match | Triple H                            |
| 5                                                                            | Viscera vs. Shelton Benjamin (met Momma Benjamin) in een een-op-een match                                                                            | Shelton Benjamin                    |
| 6                                                                            | Torrie Wilson vs. Candice Michelle vs. Ashley Massaro vs. Victoria vs. Maria Kanellis in een Bra & Panties Gauntlet match                            | Ashley Massaro                      |
| 7                                                                            | John Cena (c) vs. Kurt Angle vs. Chris Masters vs. Carlito vs. Shawn Michaels en vs. Kane in een Elimination Chamber match voor het WWE Championship | John Cena (c)                       |
| 8                                                                            | John Cena (c) vs. Edge1 in een een-op-een match voor het WWE Championship                                                                            | Edge (nc)                           |
| (c) huidige kampioen voor en na de match \| (nc) nieuwe kampioen na de match | |                                     |

1 Edge leverde zijn Money in the Bank-koffer in voor een WWE Championship-wedstrijd.